# Liriomyza asclepiadis
Liriomyza asclepiadis är en tvåvingeart som beskrevs av Spencer 1969. Liriomyza asclepiadis ingår i släktet Liriomyza och familjen minerarflugor. Inga underarter finns listade i Catalogue of Life.